# Saidor

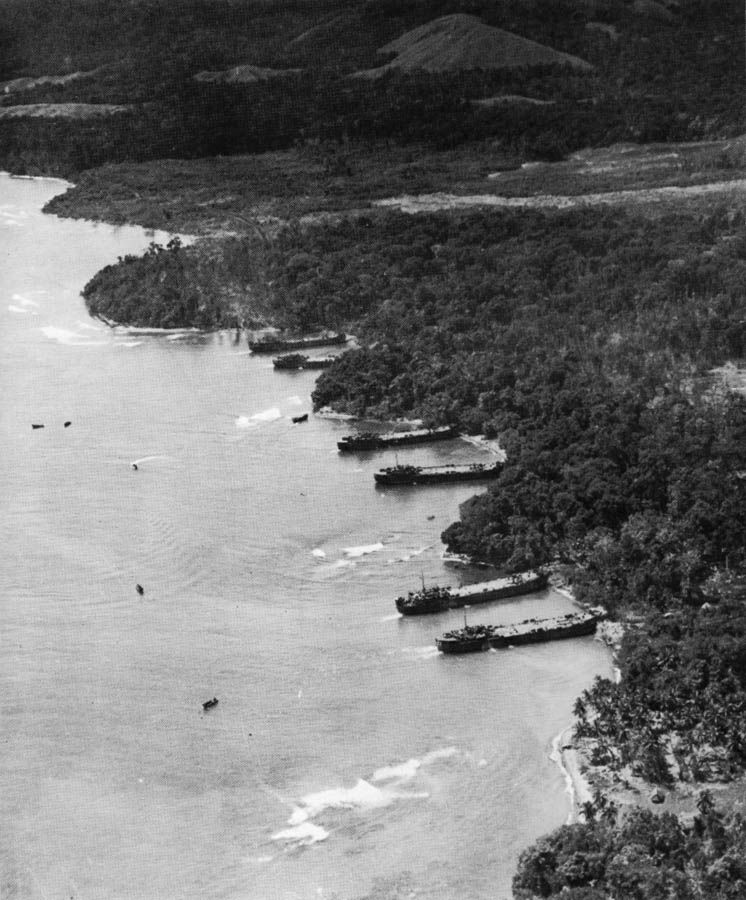
Vista aérea de la costa de Saidor.

Saidor (Gumbi o Gumbo, según los japoneses) es una aldea situada en la provincia de Madang, en la costa norte de Papúa-Nueva Guinea, al noreste de Finschhafen. Jugó un papel importante en la campaña de Nueva Guinea de la Segunda Guerra Mundial, durante un desembarco aliado encabezado por el 126.º Regimiento de Caballería de los Estados Unidos. Se produjo el 2 de enero de 1944, con un desembarco anfibio a gran escala, en el contexto de la "Operación Dexterity". Aún quedan rastros de un aeródromo civil de 1,8 km. y un puerto japonés cerca de la costa, características que indujeron a su captura. Los aliados se encargaron más tarde de construir dos carreteras que lo conectaban a otras ciudades. Saidor es además bordeado por el río Nankina.